# Кахкеджян Каро
Каро́ Кахкеджя́н (вірм. Կարո Քահքեջյան, «Спітак Арч» — укр. «Білий ведмідь»); 24 березня 1962, Алеппо (Сирія) — 26 червня 1993) — вірменський військовий діяч, учасник Карабаської війни.

## Біографія
У Німеччині отримав освіту за фахом архітектор. У 1978 році закінчив механіко-машинобудівний факультет Франкфуртського інженерного університету.
Жив у США, після Спітакського землетрусу вперше прибув до Вірменії, надавав допомогу постраждалим районам, залучав кошти діаспори.
Володів вірменською, англійською, французькою, німецькою, іспанською, турецькою, курдською, арабською мовами. Організував загін «Хрестоносці», брав участь у боях під Мартуні, Гадрутом, Мартакертом, Бердзором і Карвачаром.
Під час бою за висоту «Пушкенял» боровся зі своїм загоном, зберігаючи висоту до прибуття вірменських сил. Загинув 26 червня 1993 під Мартакертом в боях біля села Магавуз. Похований у Єраблурі, де йому встановлено пам'ятник.